# Келте (село)
Келте (кирг. Келте) — село в Ала-Букинском районе Джалал-Абадской области Кыргызстана. Входит в состав Торогелди Балтагуловского айылного аймака.

## География
Село расположено в юго-западной части области, на расстоянии приблизительно 5 километров (по прямой) к юго-востоку от села Ала-Бука, административного центра района. Абсолютная высота — 1168 метров над уровнем моря.

## Население
Согласно оценочным данным Национального статистического комитета Кыргызской Республики, численность населения села на начало 2023 года составляла 1586 человек.
| год     | 2009 | 2014 | 2015 | 2020 | 2021 | 2023 |
| ------- | ---- | ---- | ---- | ---- | ---- | ---- |
| человек | 1512 | 1440 | 1451 | 1565 | 1576 | 1586 |